# Людвіново (Сувальський повіт)
Людвіново (пол. Ludwinowo) — село в Польщі, у гміні Рачки Сувальського повіту Підляського воєводства.
У 1975-1998 роках село належало до Сувальського воєводства.